# Elif Siebenpfeiffer

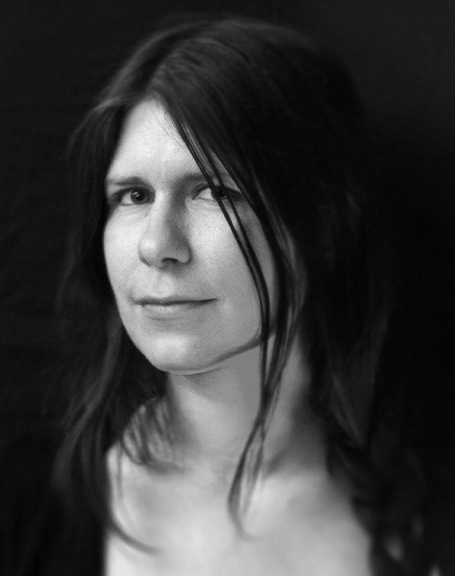
Elif Siebenpfeiffer 2024

Elif Siebenpfeiffer (* 1987 in Kiel) ist eine deutsche Illustratorin.

## Leben
Sie machte ihr Abitur 2007 und studierte dann Skandinavistik und Archäologie und schloss 2010 mit dem Bachelor ab. Seit 2012 arbeitet sie als freiberufliche Illustratorin für Verlage, Agenturen und andere Firmen- und Privatkunden. Der Hauptfokus ihrer Arbeit liegt dabei auf phantastischen und historischen Illustrationen. Mit ihrer Arbeit am Pen-&-Paper-Rollenspiel „Das Schwarze Auge“ wurde sie bei Spiel-Fans bekannt. Ab 2021 lehrt sie an der Designschule Schwerin Digitales Zeichnen sowie Photoshop-Grundlagen für Berufsfachschüler mit dem Ausbildungsschwerpunkt Game-Design.

## Auszeichnung
2024 gewann sie zusammen mit dem Sagenforscher Florian Schäfer mit dem Buch Fast verschwundene Fabelwesen. Die sagenhafte Expedition des Konstantin O. Boldt in ihrer Funktion als Illustratorin den Phantastik-Literaturpreis Seraph in der Kategorie Bestes Debüt.

## Werke
Florian Schäfer, Elif Siebenpfeiffer: Fast verschwundene Fabelwesen. Die sagenhafte Expedition des Konstantin O. Boldt, arsEdition, 2023, ISBN 978-3-8458-4749-8.